# Античен Епир
Античен Епир е историческа държава в западната част на Балканския полуостров, просъществувала между 330 и 167 г. пр. Хр. Граничи на юг с Етолийския съюз, на изток с Антична Тесалия и Древна Македония и на север с илирийски племена. За кратък период от време (280 – 275 г. пр. Хр.), епиротският цар Пир успява да направи царството си най-силното в гръцкия свят и неговите армии предприемат нападение, макар и неуспешно, срещу Рим.

## История
По време на неолита територията на Епир се населява от племена на моряци по крайбрежието, а във вътрешността от животновъди и ловджии, които донасят със себе си древногръцкия език. Тези племена погребват вождовете си в могили с шахтови гробници и по това си приличат с микенската цивилизация. Такива находки са намерени в две религиозни светилища: Оракула на мъртвите (на гръцки: Νεκρομαντεῖον) на река Ахерон и в оракула на Зевс в светилището на Додона. Въпреки това Епир е значително по-назад в развитието си по това време.
След залеза на микенската цивилизация Епир се превръща в плацдарм за дорийското нашествие (1100 – 1000 г. пр. Хр.) към континентална Гърция. Коренните жители на района са изместени от дорийците и последвалите миграции, като така се оформят три основни групи племена, говорещи гръцки диалекти: молоси в централен Епир, теспроти в югозападната част и хаони (чами) в северозападен Епир. Те обитават малки селища, скупчени в групи, за разлика от развилите се в Древна Гърция полиси.
Към V век пр. Хр. районът на Епир все още е в периферията на гръцкия свят и епиротите са считани за не-елини, варвари (Тукидид). Единствените епироти, приемани от гърците като равни, са благородниците от молоската царска династия Еакиди, претендиращи, че водят родословието си от Ахил.
Пелопонеската война през V век пр. Хр. отслабва мощта на Древна Гърция, като привлича варварите към противостоящите си лагери. Илирите, епиротите и македоните се включват на някоя от страните във войната, като армиите на епиротите участват на страната на коалицията срещу съюзниците на Атина. Древна Атина губи войната, от което страдат и нейните съюзници. В политически и военен план, краят на продължителния конфликт засилва мощта и значението на „варварите“ в непосредственото обкръжение на древните гърци. По това време Древна Македония изпъква като първа регионална сила.
През 4 век пр.н.е. се формират държави с мощни армии в Македония, Дардания, Епир и Илирия. В Епир се разгарят битки за власт. Молоският цар Алкета, син на Тарипс, за известно време губи властта и търси убежище в Сиракуза. За да си възвърне трона, Алкета търси помощта на илирийската държава, организирана по онова време около племето на енхелеите. През 385 г. пр.н.е. илирийският цар Бардил изпраща армия, която да възстанови Алкета начело на молоското царство. Именно това събитие води до създаването на Античен Епир като политическа формация. След около 370 г. пр. Хр. Еакидите успяват да разширят царството си, като присъединяват към него съседните теспроти и хаони. Така се формира епирска държава, наричана на първо време Молоска лига, а по-късно през втората половина на 4 век пр.н.е. и Епирска лига. Властта на Еакидите укрепва още повече след брака на принцеса Олимпиада с цар Филип II. Античен Епир често воюва със съседните Илирия и Македония въпреки монархическите съюзи между тях, редовно скрепявани чрез династични бракове.
По него време най-значителните градове на Епир са Дирахион и Аполония. Мощта на молосите залязва след смъртта на епирския цар Пир.